# Eske van Egerschot
Eske van Egerschot-Montoya Martinez (Delfzijl, 3 mei 1977) is een Nederlands voormalig politica, die namens de Volkspartij voor Vrijheid en Democratie (VVD) in de Tweede Kamer zat van 2004 tot 2006.

## Levensloop
Van Egerschot studeerde notarieel recht aan de Universiteit Leiden en was onder meer aangesloten bij de politieke jongerenorganisatie JOVD, waar zij voorzitter was van de Leidse afdeling. Zij werkte als kandidaat-notaris alvorens zij op 6 april 2004 in de Tweede Kamer zitting nam, als opvolger van oud-minister van Defensie Frank de Grave. Op 30 augustus 2006 werd bekend dat zij zich niet beschikbaar had gesteld voor een tweede termijn in de Tweede Kamer. Zij kwam daarom na 30 november 2006 niet meer terug in de Kamer.
Sinds haar vertrek uit de Kamer is zij onder andere Director External Affairs geweest bij Danone/Nutricia, kwartiermaker van de Nederlandse Coalitie Duurzame Digitalisering en nu werkzaam als strategisch adviseur op het gebied van digitale transformaties en AI Law in het bijzonder. Sinds 1 juni 2023 is zij partner bij Meines Holla & Partners.
- Parlement.com: vgp21at3rfc5